# Artur de Oliveira Santos
Artur de Oliveira Santos (Nossa Senhora da Piedade (Ourém), 22 de janeiro de 1884 — Lisboa, 27 de junho de 1955), foi escritor, jornalista, e político, defensor do republicanismo e anticlericalismo, tendo fundado o Centro Republicano Democrático e constituído a comissão municipal de Ourém do Partido Republicano Português em 1907.

## Vida pessoal
Casou com Idalina de Oliveira Santos e dessa união nasceram oito filhos e filhas.

## Imprensa
Fundou os jornais locais Voz de Ourém e Povo de Ourém. Colaborou nos Jornais O Mundo, A Vanguarda, O País, O Século, A República, O Povo, O Rebate, A Capital, O Diário, A Razão e A Voz da Justiça.

## Comissão Municipal Republicana
Em 1907, para fazer face à organização do seu município de Vila Nova de Ourém foi criada uma Comissão Municipal Republicana, tendo sido eleitos como efectivos: Álvaro Mendes, presidente; Joaquim F. Cordeiro, secretário; João Nicolau, tesoureiro. Como vogais foram eleitos: Artur de Oliveira Santos e Sotero Caio da Silva Neves. Os substitutos eram: Manuel Joaquim de Oliveira; Joaquim Pereira; António Barbosa; José Francisco dos Reis e António Duarte.

## Contributo para a Implantação da República Portuguesa
José Poças, descreve da seguinte forma o contributo de Artur de Oliveira Santos na Implantação da República Portuguesa:
| “ | (…) no dia 2 de Outubro de 1910, de manhã, partia para Lisboa, onde se encontrou com o líder republicano, António José de Almeida (futuro Presidente da República de 1918 a 1925). Na posse da senha do movimento republicano - «Mandou-me procurar? Passe, cidadão» - foi uma testemunha ocular da revolução do 5 de Outubro, no que descreveria como “um dos momentos mais felizes da vida”, confessando que “durante trinta e duas horas não dormi e pouco comi”. Também significativo é o telegrama enviado para Ourém no dia 3, à tarde, dirigido a Álvaro Mendes, dando conta, em código, do inicio da revolução - «o tio entra amanhã no Hospital». Artur de Oliveira Santos só regressará ao concelho no dia 7 de madrugada, de comboio. Sem descansar e acompanhado por Álvaro Mendes e demais apaniguados, foi içar a bandeira republicana no castelo da velha Ourém. Concretizava-se assim o seu sonho político, a vitória do ideal republicano. | ” |

## Inquirição dos "Pastorinhos de Fátima"
A Primeira República Portuguesa, no que se refere à sua governação do Estado, é-lhe reconhecida como tendo feito uma grande "guerra" à Igreja Católica. 
Assim emanado nesse espírito anticatólico e mais ainda provavelmente por obediência maçónica ao Grande Oriente ao qual pertencia desde os vinte e seis anos de idade, que assim históricamente procedia, ao ter sabido das aparições de Nossa Senhora em Fátima, no concelho de Ourém do qual era administrador, em  13 de Agosto de 1917, resolveu trazer para a sede de concelho as três crianças videntes que diziam ver e falar com a Virgem Maria, para as interrogar. Passados dois dias, quando chegou o dia 15 daquele mês, acabou por libertá-las da prisão.

## Legado e últimos anos
Iniciou a sua atividade profissional no início do século XX com a fundação de uma oficina de latoaria denominada "A Social" em (Ourém).
No ano de 1924 torna-se Delegado do Governo, no concelho, mas com a Revolução do 28 de Maio de 1926, acaba perseguido e preso pelo Estado. Em 1931 exilou-se em Espanha, permanecendo até 1939, onde acabou por participar na Guerra Civil espanhola como maqueiro. Retorna então a Portugal, mas para Lisboa onde será um dos fundadores da Casa de Ourém - instituição regionalista dedicada a apoiar os migrantes de Ourém na capital.
Sempre que podia, escrevia para o jornal local Notícias de Ourém sob o pseudónimo "João de Ourém". Confrontado com as acusações de rapto e ameaças aos [Videntes de Fátima] em 1917, escreve um artigo para o jornal "A República" em 20 de julho de 1951.
Faleceu em Lisboa a 27 de junho de 1955.